# Junel Gobotia
Junel Gobotia (* 24. April 1998) ist ein philippinischer Leichtathlet, der sich auf den Hindernislauf spezialisiert hat.

## Sportliche Laufbahn
Erste internationale Erfahrungen sammelte Junel Gobotia im Jahr 2019, als er bei den Südostasienspielen in Capas über 3000 m Hindernis disqualifiziert wurde. 2022 belegte er bei den Südostasienspielen in Hanoi in 9:20,31 min den vierten Platz und im Jahr darauf gelangte er bei den Südostasienspielen in Phnom Penh mit 8:59,27 min auf Rang fünf.
In den Jahren 2021 und 2022 wurde Gobotia philippinischer Meister im 3000-Meter-Hindernislauf.

## Persönliche Bestzeiten
- 3000 m Hindernis: 8:59,27 min, 10. Mai 2023 in Phnom Penh